# Fouad Elkoury
Fouad Elkoury (arabe : فؤاد الخوري) (né en 1952) est un photographe et vidéaste libanais. Il est internationalement reconnu pour ses images de la guerre du Liban.

## Vie et œuvre
Fouad ElKoury est né à Paris en 1952, fils de l’architecte Pierre el-Khoury. Il a étudié l’architecture à Londres avant de se tourner vers la photographie.
Il documenta la vie quotidienne des habitants du Liban pendant les années de guerre, notamment lors de l’Intervention militaire israélienne au Liban de 1982 à l’issue de laquelle il se retrouva à bord du paquebot Atlantis, à bord duquel Yasser Arafat avait été évacué, ce qui lui valut de réaliser un essai photographique en mer inattendu. L'ensemble des images prises entre 1977 et 1984 a constitué a posteriori la série Civil War.
En 1989, ElKoury a rejoint l’agence Rapho et passa une année en Égypte. En 1991, il fit partie de « Beyrouth Centre-ville », mission photographique organisée par Dominique Eddé aux côtés de Robert Frank, Raymond Depardon, René Burri, Josef Koudelka et Gabriele Basilico. Dans les années qui ont suivi, il assista à la démolition de la ville en ruines, destinée à être reconstruite, et en conserva l'empreinte dans Traces of War.
Il est avec Akram Zaatari et Samer Mohdad un des fondateurs de la  Fondation arabe pour l’image, une institution chargée de collecter, préserver et étudier des photographies du Moyen-Orient, de l’Afrique du Nord et des diasporas arabes.
En 2002, ElKoury était invité à produire Sombres, un corpus d’œuvres destiné à être exposé à la Maison européenne de la photographie.
Elkoury fit partie du premier pavillon national du Liban à la 52e Biennale de Venise en 2007 avec la série On War and Love.
En 2011, il présenta Be…longing, une importante exposition solo au Beirut Art Center. En 2016, il a exposé l'installation vidéo Le plus beau jour [The Greatest Day] au Bildmuseet, Université d'Umeå, Suède, de juin à septembre 2016. En 2017, avec l'actrice et journaliste Manal Khader et l'artiste et historien d'art Gregory Buchakjian, il entreprit un examen rétrospectif de 50000 clichés pris au Liban archivés depuis le début des années 1960. Il en résulta l'ouvrage Passing Time et l'exposition éponyme dans le Stone Garden, un immeuble conçu par l'architecte Lina Ghotmeh.

## Filmographie
- Jours tranquilles en Palestine (1998)
- The Wandering Myth (2001)
- Lettres à Francine (2002)
- Moving Out (2004)
- Welcome to Beirut (2005)

## Publications
- Beyrouth aller-retour (l’Étoile, 1984)
- Palestine – L’envers du miroir (Hazan, 1996)
- Liban Provisoire (Hazan, 1998)
- Suite Égyptienne (Actes Sud, 1999)
- Sombres (Marval, 2002)
- La Sagesse du Photographe (Éditions du 81, 2004)
- On war and love (Intervalles, 2007)
- What happened to my dreams? (Espace Kettaneh-Kunigk 2010)
- Il est venu hier (Éditions du 81, 2010)
- Be ... Longing (Steidl, 2011)
- Lettres à mon fils, avec Lamia Ziadé (Actes Sud, 2016)[12]
- Passing Time, avec Gregory Buchakjian et Manal Khader (Kaph Books, Beyrouth, 2017)[13]
- « Editions », sur fouadelkoury.com (consulté le 31 décembre 2023)

## Prix
- Prix Médicis Hors les murs (1989)[14]